# Héliair
Héliair est un mélange respiratoire utilisé pour la plongée sous-marine, composé d'azote, d'hélium et d'oxygène et appelé communément « trimix du pauvre ». C'est un trimix fabriqué à base d’hélium et d’air. Contrairement au trimix on n'a pas ajouté d'oxygène qui dans ce mélange n'est pas modulable. En effet, l'Héliair est fabriqué par remplissage d'hélium et complément d'air. 
Il y a deux raisons à l'utilisation de ce mélange qui sont plutôt d'ordre économique et pratique. En effet, la quantité d'oxygène étant peu élevée comparée à un nitrox ou un trimix, ce mélange ne nécessite pas de matériel spécifique dégraissé. De plus, il est plus facile à réaliser. 
Ce mélange est peu utilisé en circuit ouvert car les plongeurs ayant accès à l'hélium ont souvent accès à du matériel dégraissé et à de l'oxygène.

## Fabrication
La fabrication se déroule en deux étapes. Après le calcul préliminaire des volumes ou des pressions de gaz à transférer, un volume l'hélium est transféré vers une bouteille de plongée vide ou dont le contenu est connu. Puis de l'air est transféré dans la bouteille jusqu'à sa pression d'utilisation, usuellement 200 bars.

## Précautions
Les mélanges Heliair sont semblables aux mélanges Trimix standard fabriqués avec de l'hélium et un Nitrox 32 (air suroxygéné avec 32% d'oxygène), mais avec une profondeur narcotique équivalente (PNE ou END pour les plongeurs anglo-saxons) plus profond à la profondeur maximum d'utilisation (PMU ou MOD (Maximum Operating Depth) pour les plongeurs anglo-saxons). L'Heliair aura toujours moins de 21% d'oxygène, et sera hypoxique (moins de 16% d'oxygène) pour les mélanges avec plus de 20% d'hélium.